# Bundesstraße 438
Pour les articles homonymes, voir Route 438.
La Bundesstraße 438 est une Bundesstraße du Land de Basse-Saxe.

## Géographie
La Bundesstraße 438 est dans la Frise orientale, une partie dans le Münsterland oldenbourgeois. Elle part du croisement avec la B 70 à Ihrhove, traverse Collinghorst et Rhaudermoor jusqu'à Ostrhauderfehn au croisement avec la B 72.

## Source
- (de) Cet article est partiellement ou en totalité issu de l’article de Wikipédia en allemand intitulé « Bundesstraße 438 » (voir la liste des auteurs).

1. ↑  (de) Forschungen zur deutschen Landeskunde, vol. 174, 1969 (lire en ligne), p. 28